# WTA Tour 1974
Die WTA Tour 1974 (offiziell: Virginia Slims Circuit und Women’s International Grand Prix) war der 4. Jahrgang der Damentennis-Turnierserie, die von der Women’s Tennis Association ausgetragen wird.
Der Teamwettbewerb Federation Cup wird wie die Grand-Slam-Turniere nicht von der WTA, sondern von der ITF organisiert. Er wird dennoch aufgeführt, da die Spitzenspielerinnen auch dort in der Regel spielen.

## Turnierplan
| Kategorie                        |
| -------------------------------- |
| Grand Slam                       |
| Virginia Slims Championships     |
| Virginia Slims Circuit           |
| Women’s International Grand Prix |
| Non-Tour Events                  |

| Sonstige       |
| -------------- |
| Federation Cup |

### Dezember
| Datum 1 | Turnier                                                                  | Siegerin                      | Finalgegnerin               | Ergebnis      |
| ------- | ------------------------------------------------------------------------ | ----------------------------- | --------------------------- | ------------- |
| 24.12.  | Australian Open Melbourne, Australien Grand Slam Rasen                   | Evonne Goolagong              | Chris Evert                 | 7:6, 4:6, 6:0 |
| 24.12.  | Australian Open Melbourne, Australien Grand Slam Rasen                   | Evonne Goolagong Peggy Michel | Kerry Harris Kerry Melville | 7:5, 6:3      |
| 31.12.  | New South Wales Open Sydney, Australien Women’s International Grand Prix | Karen Krantzcke               | Evonne Goolagong            | 6:2, 6:3      |
| 31.12.  | New South Wales Open Sydney, Australien Women’s International Grand Prix | Ann Kiyomura Kazuki Sawamatsu | Janet Fallis Pam Whytcross  | 6:3, 6:3      |

### Januar
| Datum 1 | Turnier | Siegerin                     | Finalgegnerin                | Ergebnis      |
| ------- | --- | ---------------------------- | ---------------------------- | ------------- |
| 14.01.  | Virginia Slims of San Francisco San Francicsco, Vereinigte Staaten Virginia Slims Circuit – 50.000 $ Hartplatz | Billie Jean King             | Chris Evert                  | 7:6, 6:2      |
| 14.01.  | Virginia Slims of San Francisco San Francicsco, Vereinigte Staaten Virginia Slims Circuit – 50.000 $ Hartplatz | Chris Evert Billie Jean King | Françoise Dürr Betty Stöve   | 6:4, 6:2      |
| 21.01.  | Virginia Slims of Mission Viejo Mission Viejo, Vereinigte Staaten Virginia Slims Circuit – 50.000 $            | Chris Evert                  | Billie Jean King             | 6:3, 6:1      |
| 21.01.  | Virginia Slims of Mission Viejo Mission Viejo, Vereinigte Staaten Virginia Slims Circuit – 50.000 $            | Kerry Harris Lesley Hunt     | Chris Evert Billie Jean King | 7:5, 6:4      |
| 28.01.  | Virginia Slims of Washington Fairfax, Vereinigte Staaten Virginia Slims Circuit – 50.000 $ Teppich (Halle)     | Billie Jean King             | Kerry Melville               | 6:0, 6:2      |
| 28.01.  | Virginia Slims of Washington Fairfax, Vereinigte Staaten Virginia Slims Circuit – 50.000 $ Teppich (Halle)     | Billie Jean King Betty Stöve | Françoise Dürr Kerry Harris  | 6:1, 6:7, 7:5 |

### Februar
| Datum 1 | Turnier                                                                                            | Siegerin                      | Finalgegnerin              | Ergebnis      |
| ------- | -------------------------------------------------------------------------------------------------- | ----------------------------- | -------------------------- | ------------- |
| 04.02.  | S&H Tennis Classic Fort Lauderdale, Vereinigte Staaten Virginia Slims Circuit – 50.000 $ Sandplatz | Chris Evert                   | Kerry Melville             | kampflos      |
| 04.02.  | S&H Tennis Classic Fort Lauderdale, Vereinigte Staaten Virginia Slims Circuit – 50.000 $ Sandplatz | Françoise Dürr Betty Stöve    | Patti Hogan Sharon Walsh   | 6:3, 6:2      |
| 18.02.  | Virginia Slims of Detroit Detroit, Vereinigte Staaten Virginia Slims Circuit – 50.000 $            | Billie Jean King              | Rosie Casals               | 6:1, 6:1      |
| 18.02.  | Virginia Slims of Detroit Detroit, Vereinigte Staaten Virginia Slims Circuit – 50.000 $            | Rosie Casals Billie Jean King | Françoise Dürr Betty Stöve | 2:6, 6:4, 7:5 |
| 25.02.  | Virginia Slims of Chicago Chicago, Vereinigte Staaten Virginia Slims Circuit – 50.000 $ Teppich    | Virginia Wade                 | Rosie Casals               | 2:6, 6:4, 6:4 |
| 25.02.  | Virginia Slims of Chicago Chicago, Vereinigte Staaten Virginia Slims Circuit – 50.000 $ Teppich    | Chris Evert Billie Jean King  | Françoise Dürr Betty Stöve | 3:6, 6:4, 6:4 |

### März
| Datum 1 | Turnier | Siegerin                                   | Finalgegnerin                 | Ergebnis      |
| ------- | --- | ------------------------------------------ | ----------------------------- | ------------- |
| 05.03.  | Maureen Connolly Brinker International Championships Dallas, Vereinigte Staaten Virginia Slims Circuit – 50.000 $ Teppich (Halle) | Chris Evert                                | Virginia Wade                 | 7:5, 6:2      |
| 05.03.  | Maureen Connolly Brinker International Championships Dallas, Vereinigte Staaten Virginia Slims Circuit – 50.000 $ Teppich (Halle) | María-Isabel Fernández Martina Navrátilová | Karen Krantzcke Virginia Wade | 6:3, 3:6, 6:3 |
| 18.03.  | Akron Open Akron, Vereinigte Staaten Virginia Slims Circuit – 50.000 $                                                            | Billie Jean King                           | Nancy Gunter                  | 6:3, 7:5      |
| 18.03.  | Akron Open Akron, Vereinigte Staaten Virginia Slims Circuit – 50.000 $                                                            | Rosie Casals Billie Jean King              | Julie Heldman Olga Morosowa   | 6:2, 6:4      |
| 25.03.  | S&H U.S. Women’s National Indoor Championship New York City, Vereinigte Staaten Virginia Slims Circuit – 60.000 $ Teppich (Halle) | Billie Jean King                           | Chris Evert                   | 6:3, 3:6, 6:2 |

### April
| Datum 1 | Turnier | Siegerin                      | Finalgegnerin                   | Ergebnis |
| ------- | --- | ----------------------------- | ------------------------------- | -------- |
| 08.04.  | First Federal of Sarasota Sarasota, Vereinigte Staaten Virginia Slims Circuit – 50.000 $                          | Chris Evert                   | Evonne Goolagong                | 6:4, 6:0 |
| 08.04.  | First Federal of Sarasota Sarasota, Vereinigte Staaten Virginia Slims Circuit – 50.000 $                          | Chris Evert Evonne Goolagong  | Tory-Ann Fretz Cecilia Martinez | 6:2, 6:2 |
| 15.04.  | Barnett Bank Masters Saint Petersburg, Vereinigte Staaten Virginia Slims Circuit – 45.000 $ Sandplatz             | Chris Evert                   | Kerry Melville                  | 6:0, 6:1 |
| 15.04.  | Barnett Bank Masters Saint Petersburg, Vereinigte Staaten Virginia Slims Circuit – 45.000 $ Sandplatz             | Olga Morosowa Betty Stöve     | Chris Evert Evonne Goolagong    | 6:4, 6:2 |
| 22.04.  | Virginia Slims of Philadelphia Philadelphia, Vereinigte Staaten Virginia Slims Circuit – 50.000 $ Teppich (Halle) | Olga Morosowa                 | Billie Jean King                | 7:6, 6:1 |
| 22.04.  | Virginia Slims of Philadelphia Philadelphia, Vereinigte Staaten Virginia Slims Circuit – 50.000 $ Teppich (Halle) | Rosie Casals Billie Jean King | Kerry Harris Lesley Hunt        | 6:3, 7:6 |
| 29.04.  | Family Circle Cup Hilton Head Island, Vereinigte Staaten Women’s International Grand Prix – 100.000 $ Sandplatz   | Chris Evert                   | Kerry Melville                  | 6:1, 6:3 |
| 29.04.  | Family Circle Cup Hilton Head Island, Vereinigte Staaten Women’s International Grand Prix – 100.000 $ Sandplatz   | Rosie Casals Olga Morosowa    | Helen Gourlay Karen Krantzcke   | 6:2, 6:1 |

### Mai
| Datum 1 | Turnier | Siegerin                    | Finalgegnerin                       | Ergebnis      |
| ------- | --- | --------------------------- | ----------------------------------- | ------------- |
| 13.05.  | Federation Cup Finale Neapel, Italien Sandplatz                                                                      | Australien                  | Vereinigte Staaten                  | 2:1           |
| 20.05.  | Internationale Tennismeisterschaften von Deutschland Hamburg, Deutschland Women’s International Grand Prix Sandplatz | Helga Masthoff              | Martina Navrátilová                 | 6:4, 5:7, 6:3 |
| 20.05.  | Internationale Tennismeisterschaften von Deutschland Hamburg, Deutschland Women’s International Grand Prix Sandplatz | Raquel Giscafre Helga Hösl  | Martina Navrátilová Renáta Tomanová | 6:3, 6:2      |
| 20.05.  | Rothmans British Hard Court Championships Bournemouth, Großbritannien Non-Tour Event Hartplatz                       | Virginia Wade               | Julie Heldman                       | 6:1, 3:6, 6:1 |
| 20.05.  | Rothmans British Hard Court Championships Bournemouth, Großbritannien Non-Tour Event Hartplatz                       | Julie Heldman Virginia Wade | Patti Hogan Sharon Walsh            | 6:2, 6:2      |
| 27.05.  | Italian Open Rom, Italien Women’s International Grand Prix Sandplatz                                                 | Chris Evert                 | Martina Navrátilová                 | 6:3, 6:3      |
| 27.05.  | Italian Open Rom, Italien Women’s International Grand Prix Sandplatz                                                 | Chris Evert Olga Morosowa   | Helga Masthoff Heide Orth           | kampflos      |

### Juni
| Datum 1 | Turnier                                                                       | Sieger(in)                      | Finalgegner(in)                 | Ergebnis      |
| ------- | ----------------------------------------------------------------------------- | ------------------------------- | ------------------------------- | ------------- |
| 03.06.  | French Open Paris, Frankreich Grand Slam Sandplatz                            | Chris Evert                     | Olga Morosowa                   | 6:1, 6:2      |
| 03.06.  | French Open Paris, Frankreich Grand Slam Sandplatz                            | Chris Evert Olga Morosowa       | Gail Chanfreau Katja Ebbinghaus | 6:4, 2:6, 6:1 |
| 03.06.  | French Open Paris, Frankreich Grand Slam Sandplatz                            | Martina Navrátilová Iván Molina | Rosie Darmon Marcelo Lara       | 6:3, 6:3      |
| 10.06.  | John Player Open Nottingham, Großbritannien Women’s International Grand Prix  | Billie Jean King                | Virginia Wade                   | 8:6, 6:4      |
| 10.06.  | John Player Open Nottingham, Großbritannien Women’s International Grand Prix  | Rosie Casals Billie Jean King   | Chris Evert Betty Stöve         | 6:2, 9:7      |
| 17.06.  | John Player Tennis Tournament Eastbourne, Großbritannien Non-Tour Event Rasen | Chris Evert                     | Virginia Wade                   | 7:5, 6:4      |
| 17.06.  | John Player Tennis Tournament Eastbourne, Großbritannien Non-Tour Event Rasen | Helen Gourlay Karen Krantzcke   | Chris Evert Olga Morosowa       | 6:2, 6:0      |
| 24.06.  | Wimbledon Championships Wimbledon, Großbritannien Grand Slam Rasen            | Chris Evert                     | Olga Morosowa                   | 6:0, 6:4      |
| 24.06.  | Wimbledon Championships Wimbledon, Großbritannien Grand Slam Rasen            | Evonne Goolagong Peggy Michel   | Helen Gourlay Karen Krantzcke   | 2:6, 6:4, 6:3 |
| 24.06.  | Wimbledon Championships Wimbledon, Großbritannien Grand Slam Rasen            | Billie Jean King Owen Davidson  | Lesley Charles Mark Farrell     | 6:3, 9:7      |

### Juli
| Datum 1 | Turnier                                                                        | Siegerin                | Finalgegnerin                          | Ergebnis      |
| ------- | ------------------------------------------------------------------------------ | ----------------------- | -------------------------------------- | ------------- |
| 08.07.  | Swiss Open Championships Gstaad, Schweiz Non-Tour Event Sandplatz              | Helga Hösl              | Lea Pericoli                           | 4:6, 6:4, 6:3 |
| 08.07.  | Swiss Open Championships Gstaad, Schweiz Non-Tour Event Sandplatz              | Helga Hösl Lea Pericoli | Kayoko Fukuoka Michelle Rodríguez      | 6:2, 6:0      |
| 08.07.  | Swedish Open Championships Båstad, Schweden Non-Tour Event                     | Sue Barker              | Marijve Schaar                         | 6:1, 7:5      |
| 08.07.  | Swedish Open Championships Båstad, Schweden Non-Tour Event                     | Sue Barker Glynis Coles | Fiorella Bonicelli Anna-Maria Nasuelli | 6:2, 6:0      |
| 15.07.  | Head Cup Austrian Championships Kitzbühel, Österreich Non-Tour Event Sandplatz | Mirka Koželuhová        | Mima Jaušovec                          | 6:3, 6:0      |
| 15.07.  | Head Cup Austrian Championships Kitzbühel, Österreich Non-Tour Event Sandplatz | Beatrix Klein Eva Szabó | Ana Maria Bravo Iris Riedel            | 6:1, 6:4      |

### August
| Datum 1 | Turnier                                                                                                   | Sieger(in)                    | Finalgegner(in)                | Ergebnis      |
| ------- | --- | ----------------------------- | ------------------------------ | ------------- |
| 05.08.  | U.S. Clay Court Championships Indianapolis, Vereinigte Staaten Women’s International Grand Prix Sandplatz | Chris Evert                   | Gail Chanfreau                 | 6:0, 6:0      |
| 05.08.  | U.S. Clay Court Championships Indianapolis, Vereinigte Staaten Women’s International Grand Prix Sandplatz | Gail Chanfreau Julie Heldman  | Chris Evert Jeanne Evert       | 6:3, 6:1      |
| 12.08.  | Rothmans Canadian Open Toronto, Kanada Women’s International Grand Prix Sandplatz                         | Chris Evert                   | Julie Heldman                  | 6:0, 6:3      |
| 12.08.  | Rothmans Canadian Open Toronto, Kanada Women’s International Grand Prix Sandplatz                         | Gail Chanfreau Julie Heldman  | Chris Evert Jeanne Evert       | 6:3, 6:4      |
| 19.08.  | Medi-Quik Open South Orange, Vereinigte Staaten Non-Tour Event                                            | Pam Teeguarden                | Dianne Balestrat               | 7:5, 6:3      |
| 19.08.  | Medi-Quik Open South Orange, Vereinigte Staaten Non-Tour Event                                            | Pam Teeguarden Ann Kiyomura   | Kathleen Harter Marita Redondo | 6:2, 6:0      |
| 19.08.  | Virginia Slims of Newport Newport, Vereinigte Staaten Virginia Slims Circuit – 30.000 $ Rasen             | Chris Evert                   | Betsy Nagelsen                 | 6:4, 6:3      |
| 19.08.  | Virginia Slims of Newport Newport, Vereinigte Staaten Virginia Slims Circuit – 30.000 $ Rasen             | Lesley Charles Sue Mappin     | Gail Chanfreau Julie Heldman   | 6:2, 7:5      |
| 27.08.  | US Open Forest Hills, Vereinigte Staaten Grand Slam Rasen                                                 | Billie Jean King              | Evonne Goolagong               | 3:6, 6:3, 7:5 |
| 27.08.  | US Open Forest Hills, Vereinigte Staaten Grand Slam Rasen                                                 | Rosie Casals Billie Jean King | Françoise Dürr Betty Stöve     | 7:6, 6:7, 6:4 |
| 27.08.  | US Open Forest Hills, Vereinigte Staaten Grand Slam Rasen                                                 | Pam Teeguarden Geoff Masters  | Chris Evert Jimmy Connors      | 6:1, 7:6      |

### September
| Datum 1 | Turnier                                                                                             | Siegerin                     | Finalgegnerin                 | Ergebnis      |
| ------- | --------------------------------------------------------------------------------------------------- | ---------------------------- | ----------------------------- | ------------- |
| 16.09.  | Barnett Bank Tennis Classic Orlando, Vereinigte Staaten Virginia Slims Circuit – 50.000 $ Sandplatz | Martina Navrátilová          | Julie Heldman                 | 7:6, 6:4      |
| 16.09.  | Barnett Bank Tennis Classic Orlando, Vereinigte Staaten Virginia Slims Circuit – 50.000 $ Sandplatz | Françoise Dürr Betty Stöve   | Rosie Casals Billie Jean King | 6:3, 6:7, 6:4 |
| 23.09.  | Virginia Slims of Denver Denver, Vereinigte Staaten Virginia Slims Circuit – 50.000 $               | Evonne Goolagong             | Chris Evert                   | 7:5, 3:6, 6:4 |
| 23.09.  | Virginia Slims of Denver Denver, Vereinigte Staaten Virginia Slims Circuit – 50.000 $               | Françoise Dürr Betty Stöve   | Mona Schallau Pam Teeguarden  | 6:2, 7:5      |
| 30.09.  | Virginia Slims of Houston Houston, Vereinigte Staaten Virginia Slims Circuit – 50.000 $ Teppich     | Chris Evert                  | Virginia Wade                 | 6:3, 5:7, 6:1 |
| 30.09.  | Virginia Slims of Houston Houston, Vereinigte Staaten Virginia Slims Circuit – 50.000 $ Teppich     | Janet Newberry Wendy Overton | Sue Stap Virginia Wade        | 4:6, 7:5, 6:2 |

### Oktober
| Datum 1 | Turnier                                                                                           | Siegerin                      | Finalgegnerin                  | Ergebnis      |
| ------- | ------------------------------------------------------------------------------------------------- | ----------------------------- | ------------------------------ | ------------- |
| 07.10.  | Virginia Slims of Phoenix Phoenix, Vereinigte Staaten Virginia Slims Circuit – 50.000 $ Hartplatz | Virginia Wade                 | Helen Gourlay                  | 6:1, 6:2      |
| 07.10.  | Virginia Slims of Phoenix Phoenix, Vereinigte Staaten Virginia Slims Circuit – 50.000 $ Hartplatz | Françoise Dürr Betty Stöve    | Mona Schallau Pam Teeguarden   | 6:3, 5:7, 6:3 |
| 07.10.  | Japan Open Tokio, Japan Non-Tour Event Teppich                                                    | Maria Bueno                   | Katja Ebbinghaus               | 3:6, 6:4, 6:3 |
| 07.10.  | Japan Open Tokio, Japan Non-Tour Event Teppich                                                    | Ann Kiyomura Kazuko Sawamatsu | Kimiyo Hatanaka Janet Young    | 4:6, 6:4, 6:0 |
| 07.10.  | Melia Trophy Madrid, Spanien Non-Tour Event                                                       | Helga Masthoff                | Tine Zwaan                     | 6:2, 6:4      |
| 07.10.  | Melia Trophy Madrid, Spanien Non-Tour Event                                                       | Lesley Charles Sue Mappin     | Creydt Helga Masthoff          | 6:2, Aufgabe  |
| 14.10.  | Spanish Championships Barcelona, Spanien Non-Tour Event Sandplatz                                 | Nathalie Fuchs                | Glynis Coles                   | 7:5, 8:6      |
| 14.10.  | Virginia Slims Championships Los Angeles, Vereinigte Staaten Masters – 100.000 $ Teppich          | Evonne Goolagong              | Chris Evert                    | 6:3, 6:4      |
| 14.10.  | Virginia Slims Championships Los Angeles, Vereinigte Staaten Masters – 100.000 $ Teppich          | Rosie Casals Billie Jean King | Françoise Dürr Betty Stöve     | 6:1, 6:7, 7:5 |
| 21.10.  | World Invitational Hilton Head Island, Vereinigte Staaten Non-Tour Event                          | Chris Evert                   | Virginia Wade                  | 6:1, 6:3      |
| 28.10.  | Dewar Cup Cardiff Cardiff, Großbritannien Non-Tour Event                                          | Julie Heldman                 | Glynis Coles                   | 6:4, 6:2      |
| 28.10.  | Dewar Cup Cardiff Cardiff, Großbritannien Non-Tour Event                                          | Lesley Charles Sue Mappin     | Jackie Fayter-Hough Joyce Hume | 3:6, 6:2, 6:2 |

### November
| Datum 1 | Turnier                                                                     | Siegerin                        | Finalgegnerin                          | Ergebnis      |
| ------- | --------------------------------------------------------------------------- | ------------------------------- | -------------------------------------- | ------------- |
| 04.11.  | Dewar Cup Edinburgh Edinburgh, Großbritannien Non-Tour Event Sandplatz      | Virginia Wade                   | Julie Heldman                          | 6:3, 4:6, 6:2 |
| 04.11.  | Dewar Cup Edinburgh Edinburgh, Großbritannien Non-Tour Event Sandplatz      | Mima Jaušovec Virginia Ruzici   | María-Isabel Fernández Raquel Giscafre | 6:4, 4:6, 6:4 |
| 11.11.  | Dewar Cup Final London, Großbritannien Non-Tour Event                       | Virginia Wade                   | Julie Heldman                          | 7:6, 6:2      |
| 11.11.  | Dewar Cup Final London, Großbritannien Non-Tour Event                       | Virginia Wade Sharon Walsh      | Lesley Charles Sue Mappin              | 6:2, 6:7, 6:2 |
| 18.11.  | South African Open Johannesburg, Südafrika Women’s International Grand Prix | Kerry Melville                  | Dianne Balestrat                       | 6:3, 7:5      |
| 18.11.  | South American Championships Buenos Aires, Argentinien Non-Tour Event       | Raquel Giscafre                 | Beatrix Araujo                         | 7:5, 1:6, 6:2 |
| 18.11.  | South American Championships Buenos Aires, Argentinien Non-Tour Event       | Katja Ebbinghaus Helga Masthoff | Beatrix Araujo Raquel Giscafre         | 6:0, 6:1      |
| 25.11.  | Queensland State Championships Victoria, Australien Non-Tour Event          | Evonne Goolagong                | Cynthia Seiler                         | 6:1, 6:2      |
| 25.11.  | Queensland State Championships Victoria, Australien Non-Tour Event          | Evonne Goolagong Peggy Michel   | Vicki Lancaster Cecilia Martinez       | 6:1, 6:2      |
| 25.11.  | Tokyo Gunze Classic Tokio, Japan Non-Tour Event                             | Chris Evert                     | Rosie Casals                           | 6:0, 6:2      |

### Dezember
| Datum 1 | Turnier                                                            | Siegerin                          | Finalgegnerin                     | Ergebnis      |
| ------- | ------------------------------------------------------------------ | --------------------------------- | --------------------------------- | ------------- |
| 02.12.  | South Australian Championships Adelaide, Australien Non-Tour Event | Olga Morosowa                     | Evonne Goolagong                  | 7:6, 2:6, 6:2 |
| 09.12.  | Western Australian Championships Perth, Australien Non-Tour Event  | Margaret Court                    | Olga Morosowa                     | 6:4, 7:5      |
| 09.12.  | Western Australian Championships Perth, Australien Non-Tour Event  | Olga Morosowa Martina Navrátilová | Lesley Hunt Kazuko Sawamatsu      | 6:1, 6:3      |
| 16.12.  | New South Wales Open Sydney, Australien Non-Tour Event Hartplatz   | Evonne Goolagong                  | Margaret Court                    | 6:3, 7:5      |
| 16.12.  | New South Wales Open Sydney, Australien Non-Tour Event Hartplatz   | Evonne Goolagong Peggy Michel     | Olga Morosowa Martina Navrátilová | 6:7, 6:4, 6:1 |